# Macroramphosinae
Macroramphosinae é uma subfamília de peixes actinopterígeos da família Centriscidae. O grupo é por vezes considerado como uma família autónoma (a família Macroramphosidae).

## Lista de espécies
- Género Centriscops Gill, 1862
  - Centriscops humerosus (Richardson, 1846)
- Género Macroramphosus Lacepède, 1803
  - Macroramphosus gracilis (Lowe, 1839) -- Slender snipefish
  - Macroramphosus scolopax (Linnaeus, 1758) -- apara-lápis
- Género Notopogon Regan, 1914
  - Notopogon armatus (Sauvage, 1879)
  - Notopogon endeavouri Mohr, 1937
  - Notopogon fernandezianus (Delfin, 1899) -
  - Notopogon lilliei Regan, 1914 -
  - Notopogon macrosolen Barnard, 1925
  - Notopogon xenosoma Regan, 1914 -